# Parafia Podwyższenia Krzyża Świętego w Rudnie
Parafia Podwyższenia Krzyża Świętego w Rudnie – parafia rzymskokatolicka, znajdująca się w archidiecezji lubelskiej, w dekanacie Michów. 
Według stanu na miesiąc grudzień 2016 liczba wiernych w parafii wynosiła 3728 osób.